# Sławomir Kohut
Sławomir Kohut (Cieszyn, Voivodat de Silèsia, 18 de setembre de 1977) va ser un ciclista polonès, professional del 2001 al 2014. En el seu palmarès destaca el Campionat nacional en contrarellotge de 2004.

## Palmarès
- 2001
  - Vencedor d'una etapa a la Volta a Bulgària
- 2003
  - Vencedor d'una etapa al Tour de Bohèmia
- 2004
  -  Campió de Polònia en contrarellotge
  - 1r al Bałtyk-Karkonosze Tour i vencedor d'una etapa
  - Vencedor d'una etapa a la Setmana Ciclista Llombarda
  - Vencedor d'una etapa a la Cursa de la Pau